# Briatexte

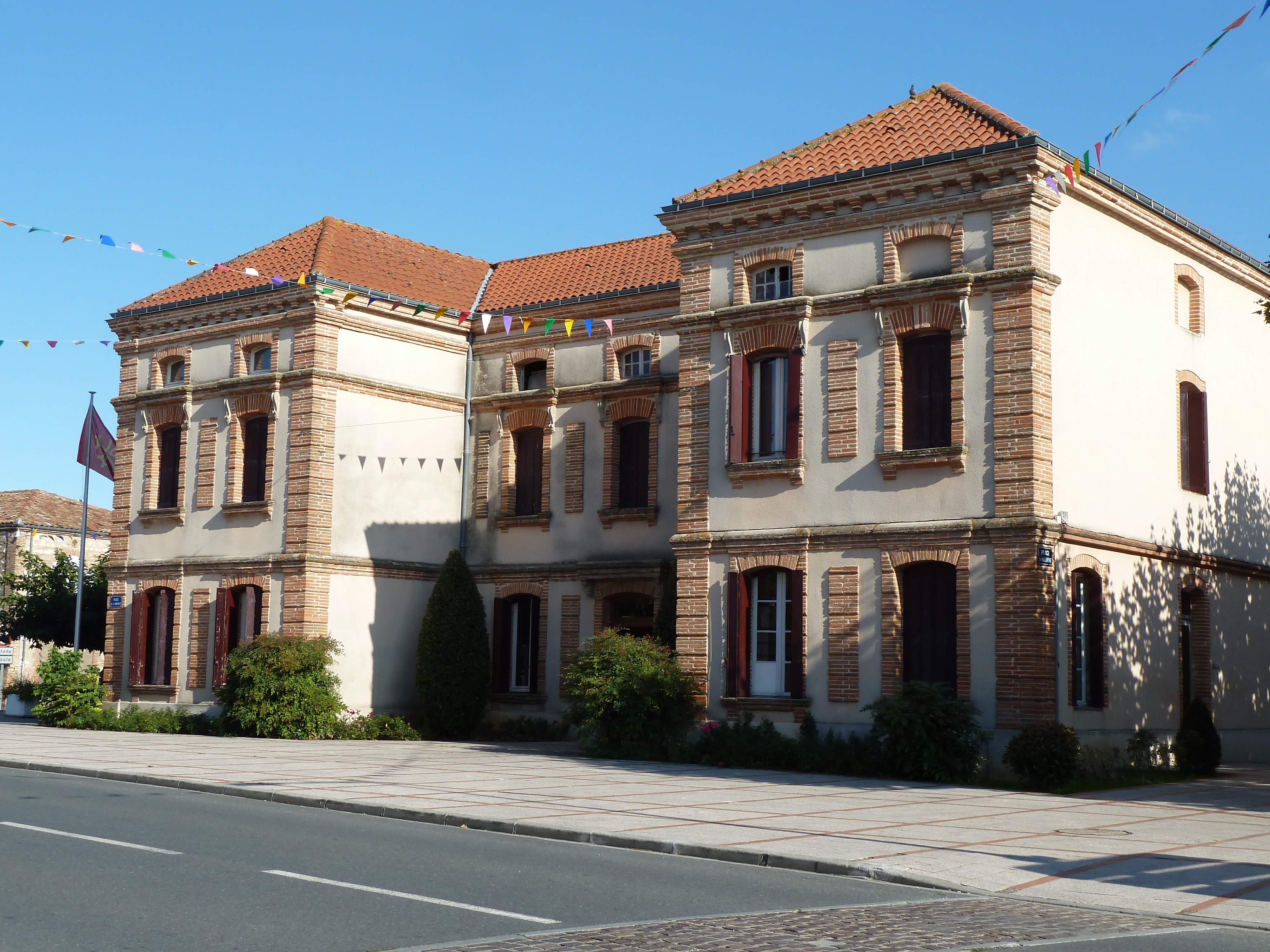
Briatexte

Briatexte este o comună în departamentul Tarn din sudul Franței. În 2009 avea o populație de 1.900 de locuitori.

## Evoluția populației
| An        | 1975  | 1982  | 1990  | 1999  | 2006  | 2009  |
| --------- | ----- | ----- | ----- | ----- | ----- | ----- |
| Populație | 1.791 | 1.865 | 1.800 | 1.662 | 1.701 | 1.900 |